# Петров, Юрий Юрьевич
Юрий Юрьевич Петров (род. 14 апреля 1964, Чагода, Вологодская область) — российский политический деятель, депутат Государственной думы третьего созыва. 

## Биография
В октябре 1996 был избран главой самоуправления Чагодощенского района Вологодской области.

### Депутат госдумы
4 февраля 2000 года получил освободившийся мандат депутата госдумы после досрочного прекращения полномочий Владимира Платова в связи с избранием его губернатором на второй срок